# Парашутно-десантний батальйон
Парашу́тно-деса́нтний батальйо́н (ПДБ)  — основний тактичний підрозділ повітряно-десантних та аеромобільних військ, який організаційно входить до складу парашутно-десантного полку або повітряно-десантної бригади та призначений для ведення бою в тилу противника як повітряний десант.
Парашутно-десантні батальйони існують у повітряно-десантних військах багатьох країн.
Батальйон десантується в тил противника і веде бойові дії, як правило, у складі полку. В окремих випадках батальйон може десантуватися та діяти самостійно, як тактичний повітряний десант.

## Призначення
Парашутно-десантний батальйон, якій має на озброєнні сучасні зразки зброї, бойової та повітряно-десантної техніки, володіє високою вогневою могутністю та маневреністю, здатний в короткі терміни здійснити підготовку до десантування, десантуватися в тил противника і вести бій у будь-який час року і доби на різній місцевості. Діючи у складі повітряного десанту або самостійно, батальйон здатний: раптово і стрімко атакувати противника відразу після приземлення або з ходу після збору і висування на рубежі переходу в атаку; уміло поєднуючи вогонь і маневр, знищувати засоби зброї масового ураження, живу силу і вогневі засоби, захоплювати і виводити з ладу різні об'єкти, у тому числі і наземні об'єкти розвідувально-ударних комплексів, здійснювати стрімкий рейд, знищувати противника в пунктах і районах його розташування, на шляхах руху, порушувати управління військами і роботу тилу; утримувати захоплені об'єкти, рубежі або ділянки місцевості; з ходу форсувати водні перешкоди; відбивати атаки танків, вертольотів і мотопіхоти противника та вирішувати інші завдання.
Основною формою тактичних дій парашутно-десантного батальйону в тилу противника є бій.
Розвиток повітряно-десантних військ привів до створення такого військового формування, як батальйон, якій міг бути застосований, як у складі полку або бригади, а також діяти автономно.

## Склад парашутно-десантного батальйону
До складу парашутно-десантного батальйону входять (варіант):
- управління батальйону (командир батальйону, заступник командира батальйону, заступник командира батальйону з виховної роботи, заступник командира батальйону з озброєння, заступник командира батальйону з тилу);
- штаб батальйону (начальник штабу, заступник начальника штабу);
- 3 парашутно-десантних роти по 76 десантників в кожній;
- самохідно-артилерійська (мінометна) батарея;
- окремі взводи (розвідувальний взвод, зенітно-ракетний взвод, взвод зв'язку, взвод десантного забезпечення, взвод матеріального забезпечення, медичний пункт батальйону) загальною кількістю до 350–400 військовослужбовців повітряно-десантних (аеромобільних) військ.

## Історія

### СРСР
Перші радянські повітряно-десантні батальйони, які існували в 30-х роках XX століття у складі авіадесантних бригад, мали в своєму складі:
- командування батальйону,
- штаб,
- 3 стрілецько-парашутні роти,
- батарею ППО,
- взвод зв'язку,
- саперно-підривний взвод,
- розвідувальний взвод,
- взвод бойового постачання,
- санітарне відділення.

Всього у батальйоні було: 521 чоловік.
Станом на 23.04.1941 року, перед початком німецько-радянської війни, парашутно-десантні батальйони складалися з: командування батальйону, штабу, 3-х парашутно-десантних рот, взводу зв'язку, розвідувального взводу, мінометного взводу, артилерійського взводу, кулеметного та санітарного взводів. Всього у батальйоні було: 546 чоловік.
У період війни парашутно-десантні батальйони були переформовані на стрілецькі.
Станом на 1965 рік парашутно-десантні батальйони мали у своєму складі: управління батальйонів, 3-х парашутно-десантні роти, батарею станкових протитанкових гранатометів, взвод зв'язку, взвод постачання, медичний пункт батальйону. Всього у батальйоні було: 356 чоловік.
В період 1967–1972 рр. в організаційно-штатній структурі батальйону були такі зміни:
- — зі складу пдр виведені вантажні автомобілі для перевезення особового складу та переведені у взвод постачання батальйону;
- — в 1970 стрілецькі взводи та відділення перейменовані в парашутно-десантні;
- — у 1971-72 р. батарея станкових протитанкових гранатометів, перейменована в протитанкову батарею, один із взводів переозброєний на ПТКР 9К111 «Фагот»;
- — в 1972 г. до складу парашутно-десантні роти введено зенітне відділення, яке було озброєно ПЗРК 9К32М «Стріла-2М».

З розвитком озброєння повітряно-десантних військ в 1970–1990 роках у парашутно-десантні батальйоні надійшли БМД-1 (БМД-2), САО 2С9 "Нона", вся техніка була уніфікована на базі БМД.
В інших країнах до складу парашутно-десантних батальйонів входили інші підрозділи. Наприклад, до складу парашутно-десантного батальйону повітряно-десантної дивізії ФРН входять: управління та штаб батальйону, 2-3 парашутно-десантні роти, протитанкова рота, рота штабна та постачання. Загальна чисельність особового складу пдб ФРН: 498 чоловік.